# 细叶鳞毛蕨
细叶鳞毛蕨（学名：Dryopteris woodsiisora）为鳞毛蕨科鳞毛蕨属下的一个种。

## 扩展阅读
- 維基物種上的相關：细叶鳞毛蕨